# カニヤドリカンザシ
カニヤドリカンザシ（学名： Ficopomatus enigmaticus）とは、環形動物門多毛綱ケヤリムシ目カンザシゴカイ科に属する動物の一種。別名「ヤドカリカンザシ」。日本にはもともと分布していない外来種。

## 分布
北アメリカ（メキシコ湾岸）、イギリス、オランダ、フランス、ギリシャ、日本沿岸に分布する。
原産地はよくわかっておらず、ヨーロッパの大西洋岸もしくはインド洋・オーストラリア周辺ともいわれている。

## 特徴
体長10-25mm。白色もしくは茶色の石灰質の棲管を形成し、貝類や人工物に群体で固着する。鰓蓋上段の棘は茶褐色または黒色で1列に並ぶ。鰓糸は約10対。
塩分耐性をもち、河口域に生息する。繁殖期は比較的長く、5-8月と8-12月の2つのピークがある。生まれてから1か月程度で成熟し、寿命は数年とされる。

## 外来種問題
日本では1966年に岡山県児島湾で初めて記録された。現在では宮城県、千葉県、東京都、神奈川県、静岡県、愛知県、大阪府、岡山県、広島県、島根県、福岡県、石垣島までの広い範囲に定着が拡大している。各地の湾岸を行き来する船に固着したり、バラスト水に混入したりして導入されたものと考えられる。
1960年代後半には静岡県の浜名湖で養殖カキに甚大な被害を与えた。また、在来の近縁種と競争する可能性も指摘されている。
同様の被害を発生させる近縁種にはカサネカンザシがいる。
外来生物法により要注意外来生物に指定されている。有効な対策としては固着した個体を剥ぎ落すことくらいしか手だてはない。しかし、刺激を与えると放精・放卵してしまうため、水中で駆除を行うと個体数が逆に増える可能性もあり、注意が必要とされる。